# Otfrid von Hanstein
Otfrid (ou Otfried) von Hanstein, né le 23 septembre 1869 à Poppelsdorf près de Bonn et décédé le 17 février 1959  à Berlin, est un écrivain allemand.

## Biographie
Otfrid von Hanstein, fut d'abord acteur, puis écrivit une centaine de romans, de nouvelles et d'ouvrages techniques pendant sa longue carrière d'écrivain qui débuta avant la Première Guerre mondiale.
Il ne se limita pas à un genre particulier, mais exerça son talent aussi bien dans le genre du roman de société et du roman sentimental, que dans celui du roman policier et des récits d'aventures - souvent écrites pour la jeunesse -, sans oublier le western. Il écrivit également une dizaine de romans de science-fiction qui furent en partie publiés en traduction anglaise dans les pulp magazines « Wonder Stories » et « Wonder Stories Quarterly ».
Otfrid von Hanstein travailla aussi pour de prestigieuses maisons d'éditions pour la jeunesse, comme l'Union Deutsche Verlagsgesellschaft de Stuttgart. Certaines de ses œuvres furent également publiées en épisodes dans la presse.
Otfrid von Hanstein utilisa différents pseudonymes dont R. Trebonius et O. Zehlen.

## Œuvres (sélection)
- Kaiser der Sahara, 1922 [Empereur du Sahara] ;
- Der Telefunken-Teufel, 1924 [Le diable de Telefunken] ;
- Elektropolis, 1927 (adaptation française : Radiopolis) ;
- Kleopatra, die Königin vom Nil, 1927 [Cléopâtre, reine du Nil] ;
- Ein Flug um die Welt und die Insel der seltsamen Dinge, (adaptation française : Dix mille lieues dans les airs), 1927 ;
- Der blonde Gott, 1928 [Le dieu blond] ;
- Mond-Rak I, 1929 (adaptation française : Jusqu'à la Lune en fusée aérienne) ;
- Nova Terra, 1930 [Nova Terra] ;
- Mit Kamel und Nilbarke von der Libyschen Wüste zum Sinai, 1930 [À dos de chameau et en barque du désert de Libye au mont Sinaï];
- Die Pelzjäger am Jennissei, 1930 [Les trappeurs du Ienisseï].